# Kuchnia bułgarska

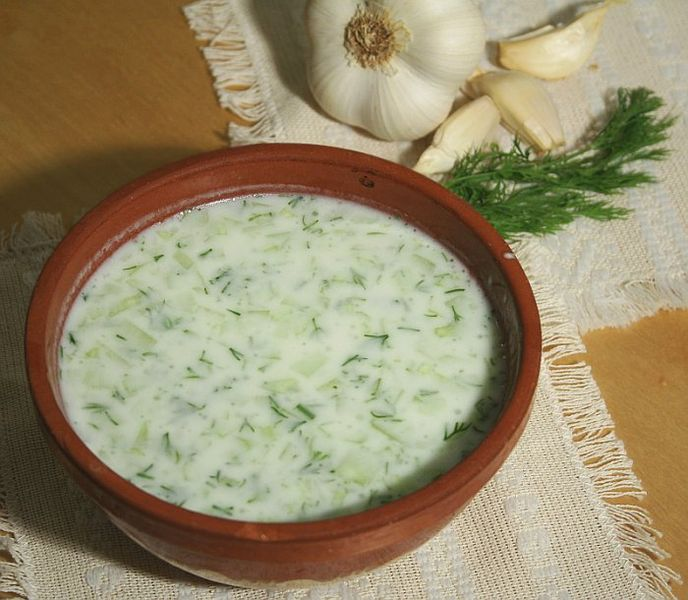
Tarator – chłodnik z jogurtu, zielonego ogórka i czosnku

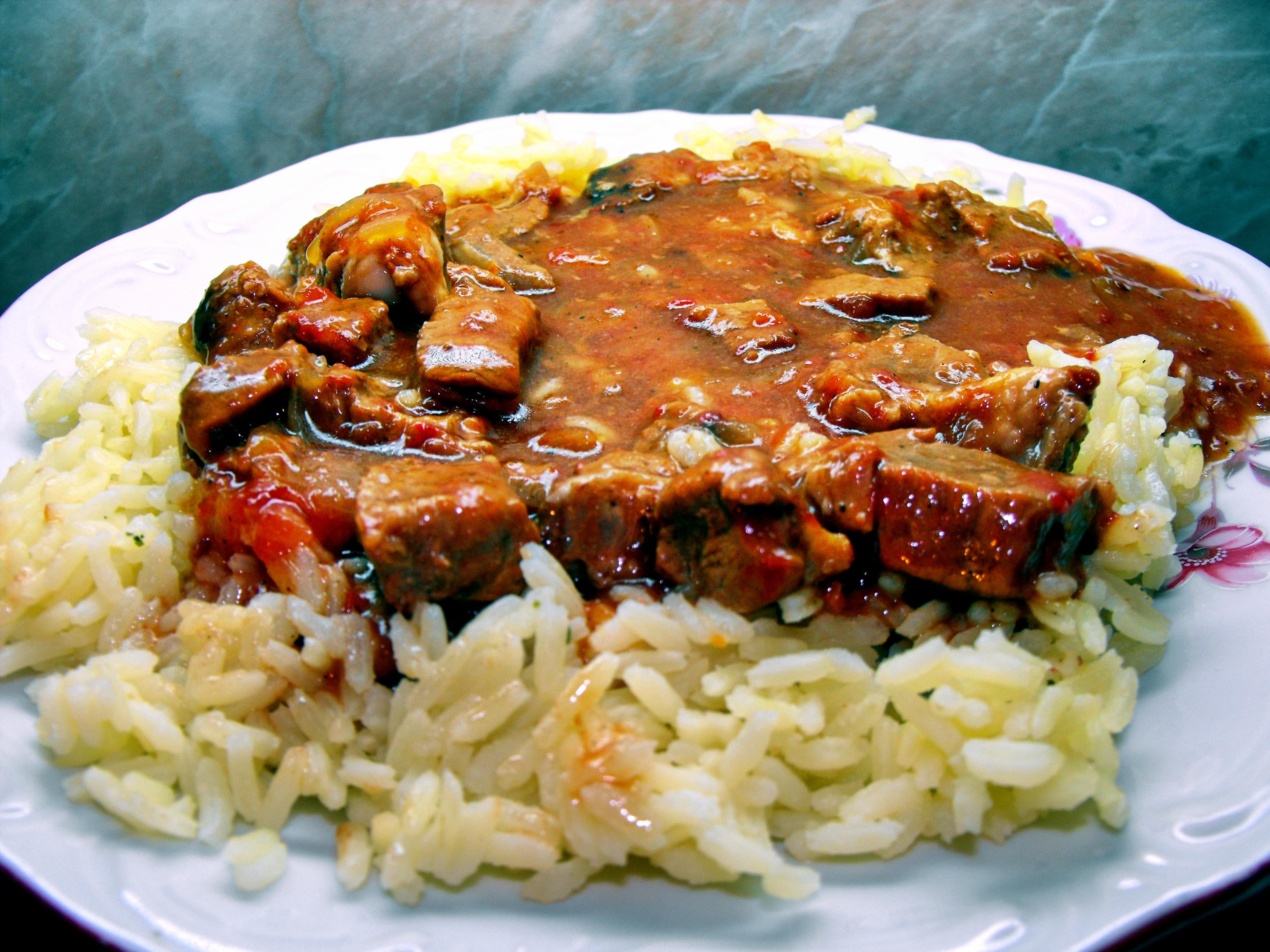
Bułgarski kebab z ryżem

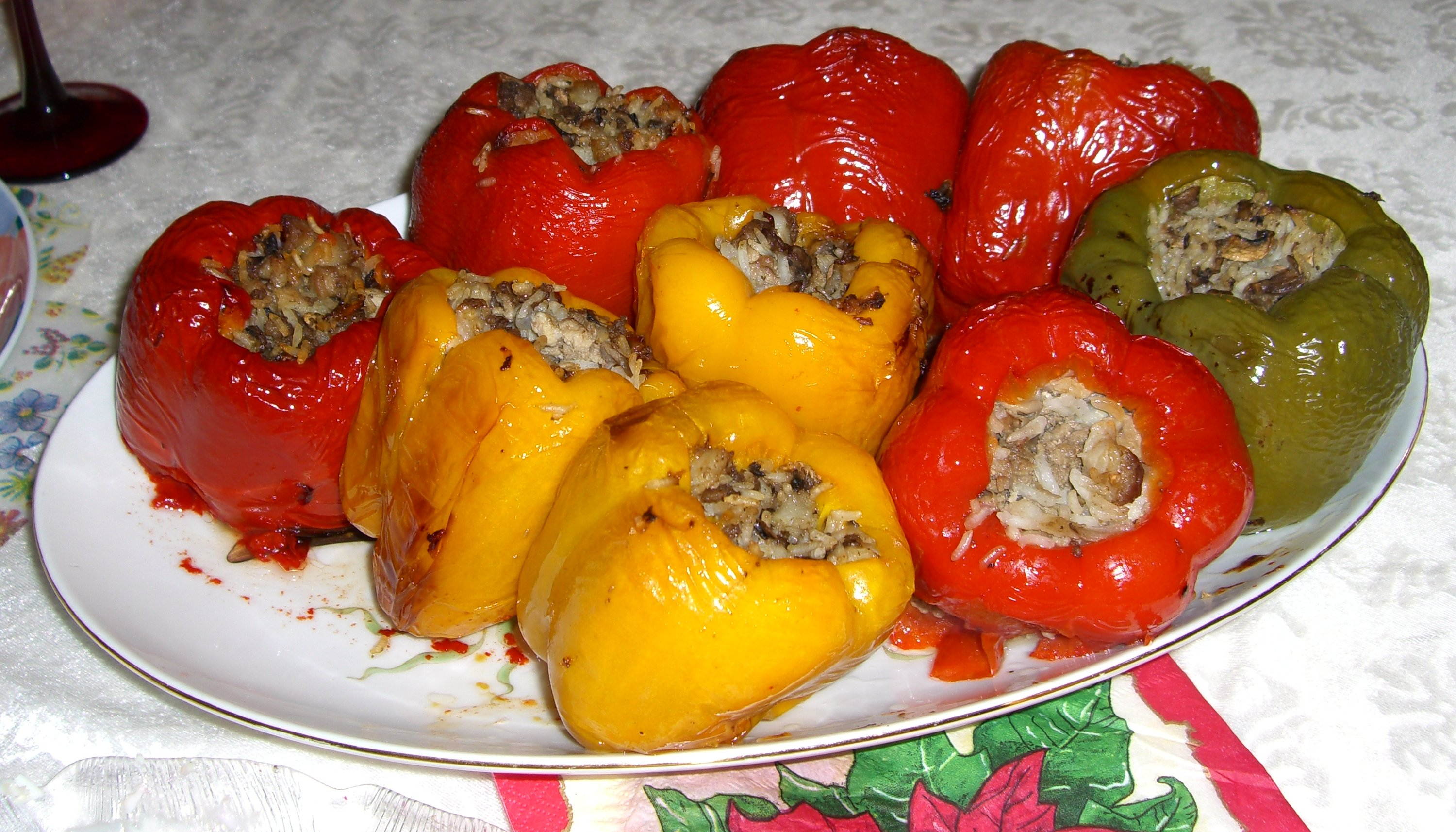
Faszerowane papryki

Kuchnia bułgarska – narodowa kuchnia Bułgarów mająca wiele cech wspólnych dla kuchni krajów bałkańskich. Oprócz elementów rodzimych skupia w sobie wpływy kulinarnych tradycji tureckich, greckich, a nawet włoskie i węgierskie. Na jej różnorodność wpływają też odmienne upodobania, tradycje i zwyczaje mieszkańców poszczególnych regionów kraju.
Uchodzi za jedną ze zdrowszych w Europie jako lekkostrawna, z obfitością warzyw (zwłaszcza pomidorów stosowanych do większości potraw) i nabiału, przy braku gotowanego ciasta (klusek, pierogów, kopytek). Jedzenie często podawane jest w obniżonej temperaturze (letnie).  

## Charakterystyka
Kuchnię bułgarską cechuje obfitość warzyw przyrządzanych i przyprawianych rozmaicie; w porównaniu z nimi mięsa jada się znacznie mniej. Niewiele jest dań przygotowywanych bez cebuli, zaskakuje natomiast nieznajomość buraków; mało popularne są też ziemniaki. Inna cecha charakterystyczna to obróbka cieplna wielu składników na raz, z reguły dokonywana w jednym naczyniu, przez co powstawały potrawy „jednogarnkowe” (tzw. eintopf), jak np. giuwecz, pilaw czy kawyrma.
Jadłospis Bułgarów obejmuje przy tym liczne sałatki i przekąski czy zimne przystawki (małko meze) z wykorzystaniem różnorodnych warzyw (najczęściej jednak to pomidory, cebula, ogórek i papryka), specyficzne rodzaje zup oraz dania na bazie ciasta filo. Istotną częścią są produkty mleczne oraz wina i inne napoje alkoholowe, m.in. rakija.
Przyrządzanie dań bywa bardzo pracochłonne. Do głównych zalicza się potrawy gulaszowe – zarówno wegetariańskie, jak i przygotowane na bazie jagnięciny, wołowiny, wieprzowiny, kurczaka czy mięsa koziego. W Bułgarii nie jest popularne smażenie w głębokim oleju, natomiast wiele potraw przygotowywanych jest na ruszcie (meszana skara). Często wykorzystywanym mięsem jest wieprzowina, nierzadko mieszana z wołowiną lub drobiowym (z kurczęcia). Szczególnym rodzajem gorących dań mięsno-warzywnych są jachnije, wymagające gotowania razem wszystkich składników z przyprawami (bezmięsne, nie przyprawiane i podawane na zimno to płakije).
Obfitość przypraw odgrywa bardzo istotną rolę w kuchni bułgarskiej, gdyż do określonych dań przynależne są konkretne przyprawy; do specyficznych, chętnie stosowanych należy cząber (czubrica), kozieradka (sminduch), mięta (dżodżen) ponadto bazylia (bosiłek), lubczyk, rozmaryn, ziele angielskie (bachar). Dla nadawania daniom pikanterii stosuje się wiele czosnku, także ostrą paprykę (liuta czuszka).

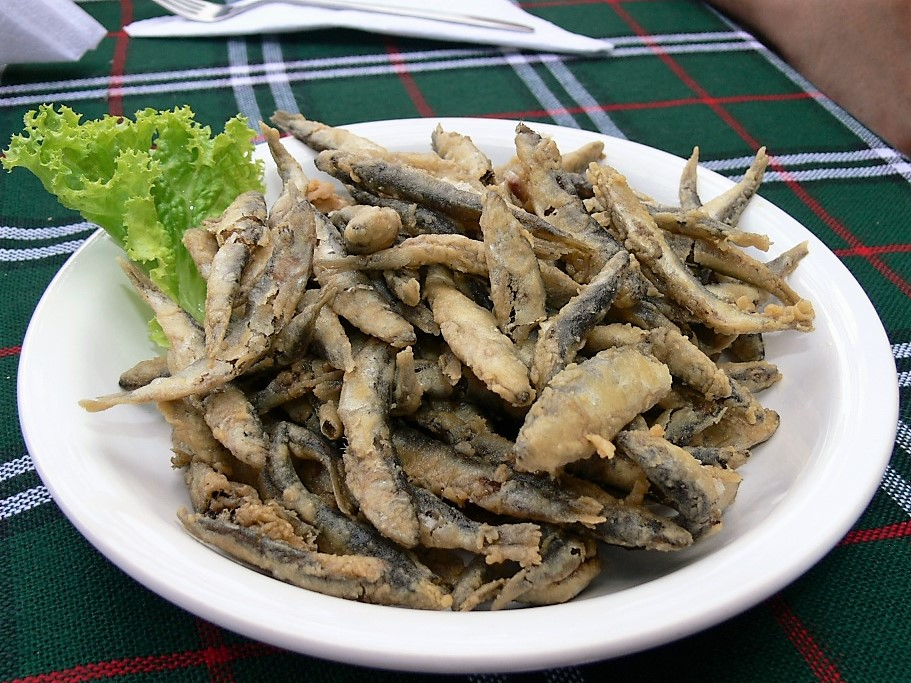
Szprotki smażone w oliwie

W jadłospisie popularne (zwłaszcza na czarnomorskim wybrzeżu) są także ryby, wśród nich byczki (pópczeta), skumbrie, głowacz (kiefáł) pelamida (pałamúd), ostrobok (safríd); ale też słodkowodne (karp, pstrąg, sum). Wśród zup znane są lżejsze (súpa), podobne do innych europejskich (m.in. barszcz, bulion), oraz typowe dla rodzimej kuchni, zagęszczone, pikantne (czorbá), spożywane na gorąco lub na zimno.
Podobnie jak w innych krajach bałkańskich, spożywa się dużo jogurtu (kíseło mliáko); od nazwy kraju pochodzi łacińska nazwa bakterii Lactobacillus bulgaricus, wykorzystywanej w jego produkcji. Bardzo gęsty jogurt w popularnej postaci na co dzień często konsumowany jest też jako ajrán (mytenica), czyli roztrzepaniec z wodą i dodatkiem soli. W przeciwieństwie do wszechobecnej kawy, herbatę („czarną”) pija się w Bułgarii rzadko, traktując ją raczej leczniczo jak ziołowy napój na dolegliwości.
Pieczywo stanowi niezbędny dodatek do dań, również obiadowych – zarówno w postaci bałkańskiej pszennej pity, jak i zwykłego chleba (chliab), białego i ciemnego. Białe pieczywo pszenne zasadniczo obce jest bułgarskiej tradycji, będąc późniejszym „europejskim” zapożyczeniem, o czym świadczą same nazwy: bułeczka typu kajzerki to wiensko chliabcze („chlebek wiedeński”), a bułka podłużna (paryska) to franzeła.

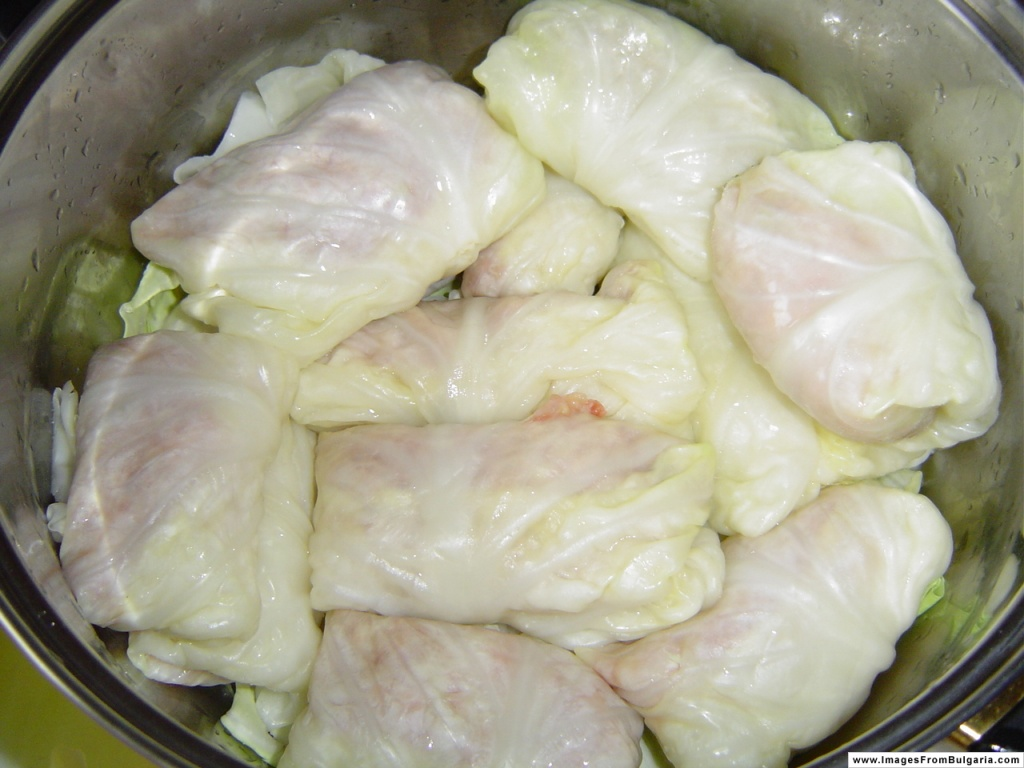
Tradycyjna potrawa – gołąbki sarmí

W kuchni bułgarskiej znalazło się sporo bliskowschodnich potraw. „Kulinarna wymiana” ze wschodem sięga początków VII w. n.e., kiedy w czasach pierwszego państwa bułgarskiego docierały zioła i przyprawy z Indii i Persji. Późniejsza długotrwała turecka okupacja krajów bałkańskich tłumaczy obecność w kuchni Bułgarów pewnych napojów (ajran, boza) i takich potraw jak musaka, szkembe czorba, kurban, giuwecz, pilaw czy bakława, charakterystycznych dla kuchni Bliskiego Wschodu. Z kolei miękki, biały ser szopski – sirene, przypominający grecką fetę, jest składnikiem podobnie często dodawanym do sałatek i wypieków (innym najczęściej spożywanym serem jest twardy, żółtawy kaszkawał).
Ważne święta nierozłącznie związane są z niektórymi tradycyjnymi potrawami, np. noworocznym wypiekiem zwanym pogacza (rodzaj banicy) czy szykowanym na dzień św. Mikołaja (Nikułden, 6 stycznia) nadziewanym karpiem (pyłnen szarán). Należą też do nich gołąbki sarmi z papryki i liści kapusty podawane w wigilię Bożego Narodzenia – obok zupy rybnej, obrzędowego chleba (weczernik), pieroga z francuskiego ciasta przekładanego dynią (tikwenik) oraz kompotu z suszonych owoców (oszaw).

## Tradycyjne potrawy

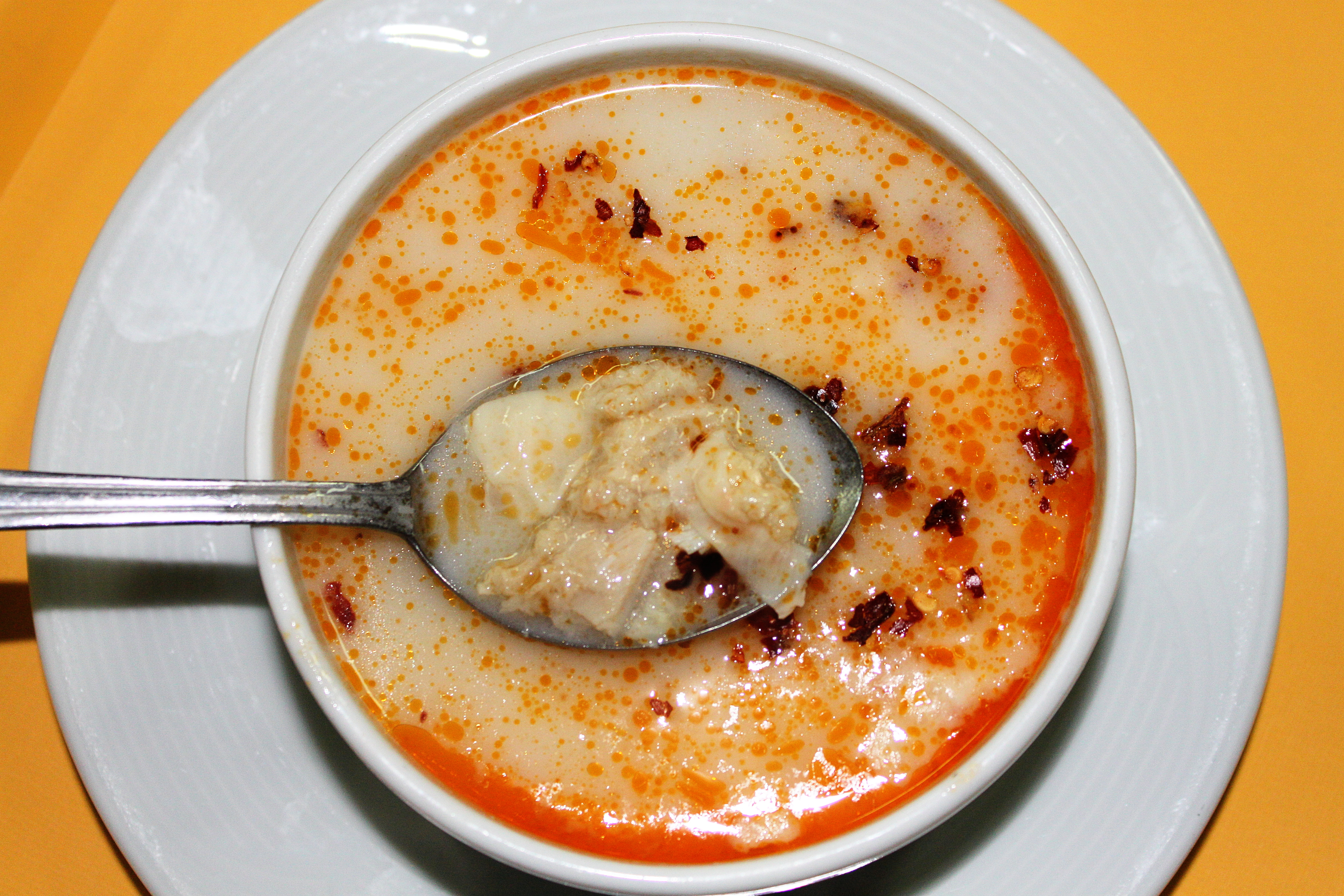
Szkembe czorba z bułgarskiej Tracji

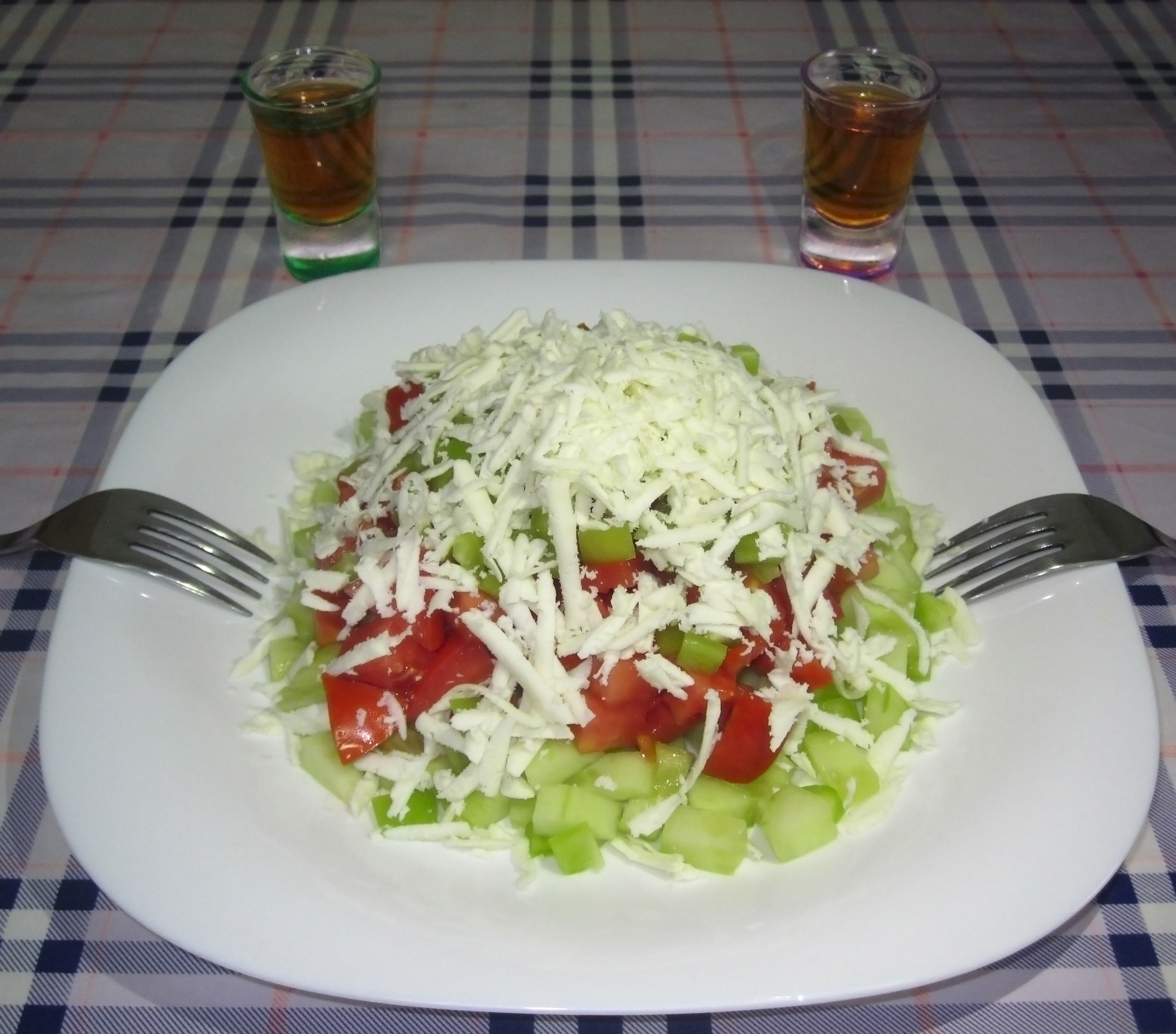
Sałatka szopska jako zakąska do rakiji

### Zupy
- tarator – ogórkowy chłodnik na bazie jogurtu z dodatkiem czosnku
- szkembe czorba – pikantne zabielane flaki wołowe lub wieprzowe
- kurban czorba – zupa warzywna z jagnięciną
- fasuł (bob) czorba – zupa fasolowa
- drob czorba – zupa z podrobów
- pile czorba – rosół z kurczaka
- ribena czorba – zupa rybna przyprawiana ziołami (zwłaszcza lubczykiem)
- gradinarska (leszta) czorba – zupa jarzynowa z soczewicą
- supa topczeta – zupa z mięsno-ryżowymi pulpecikami
- supa pacza – gotowana na świńskiej głowiźnie, nóżkach i in. resztkach tuszy
- pileszka supa – zabielany rosół drobiowy z jajkiem
- poparka – mleczna zupa z przysmażanym chlebem i serem

### Sałatki
- sałatka szopska
- sałatka owczarska (wzbogacona odmiana szopskiej)
- zielona sałata z jogurtem
- sałatka z pieczonej papryki i bakłażana
- tyrszija – sałatka z marynowanych warzyw

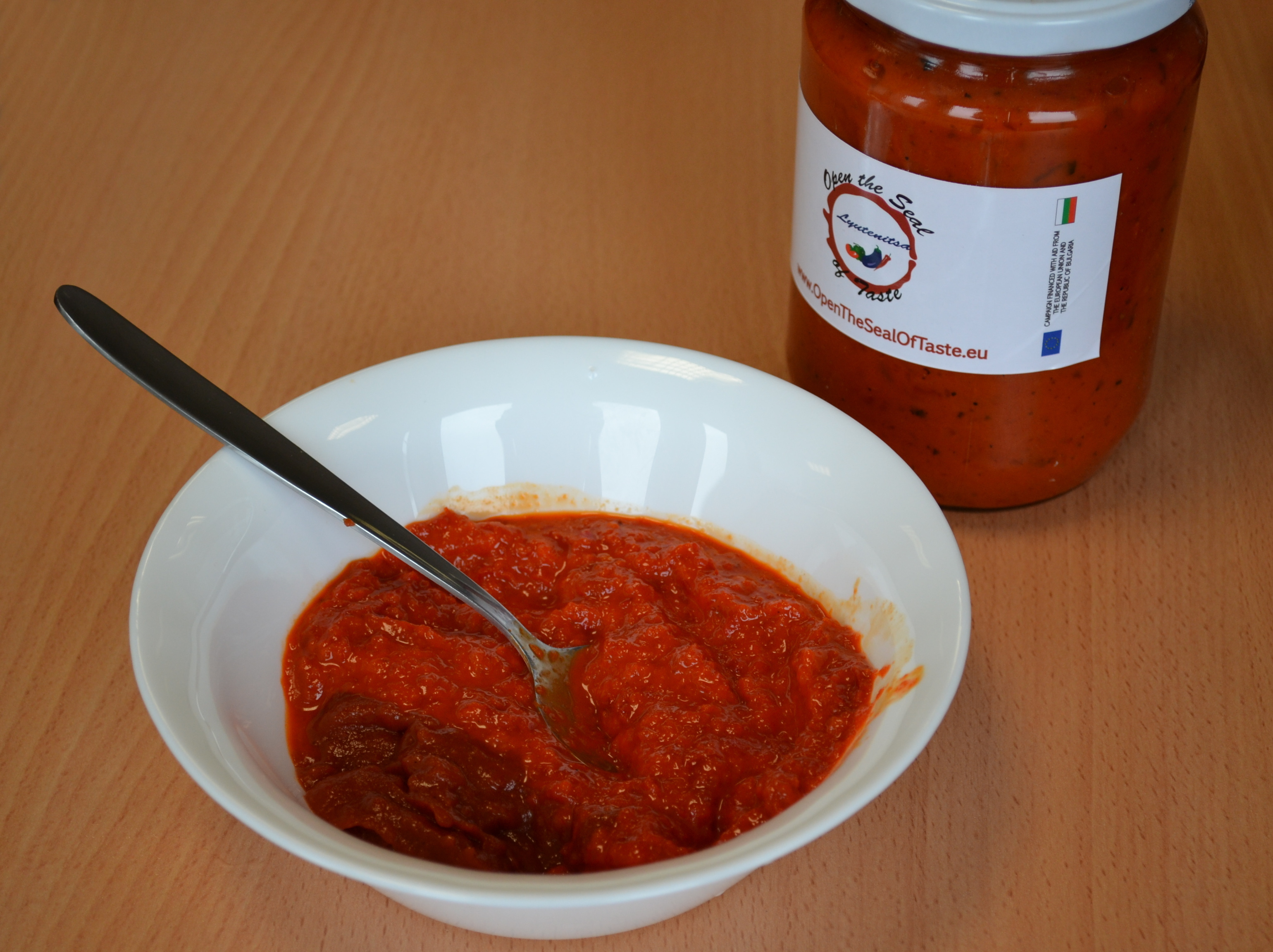
Przyprawa lutenica

### Sosy (dipy)
- lutenica
- pindżur
- ajwar
- tarama (pasta z rybiej ikry i majonezu)

### Potrawy z rusztu (grilla)
- kiufteta – mięsne pulpeciki

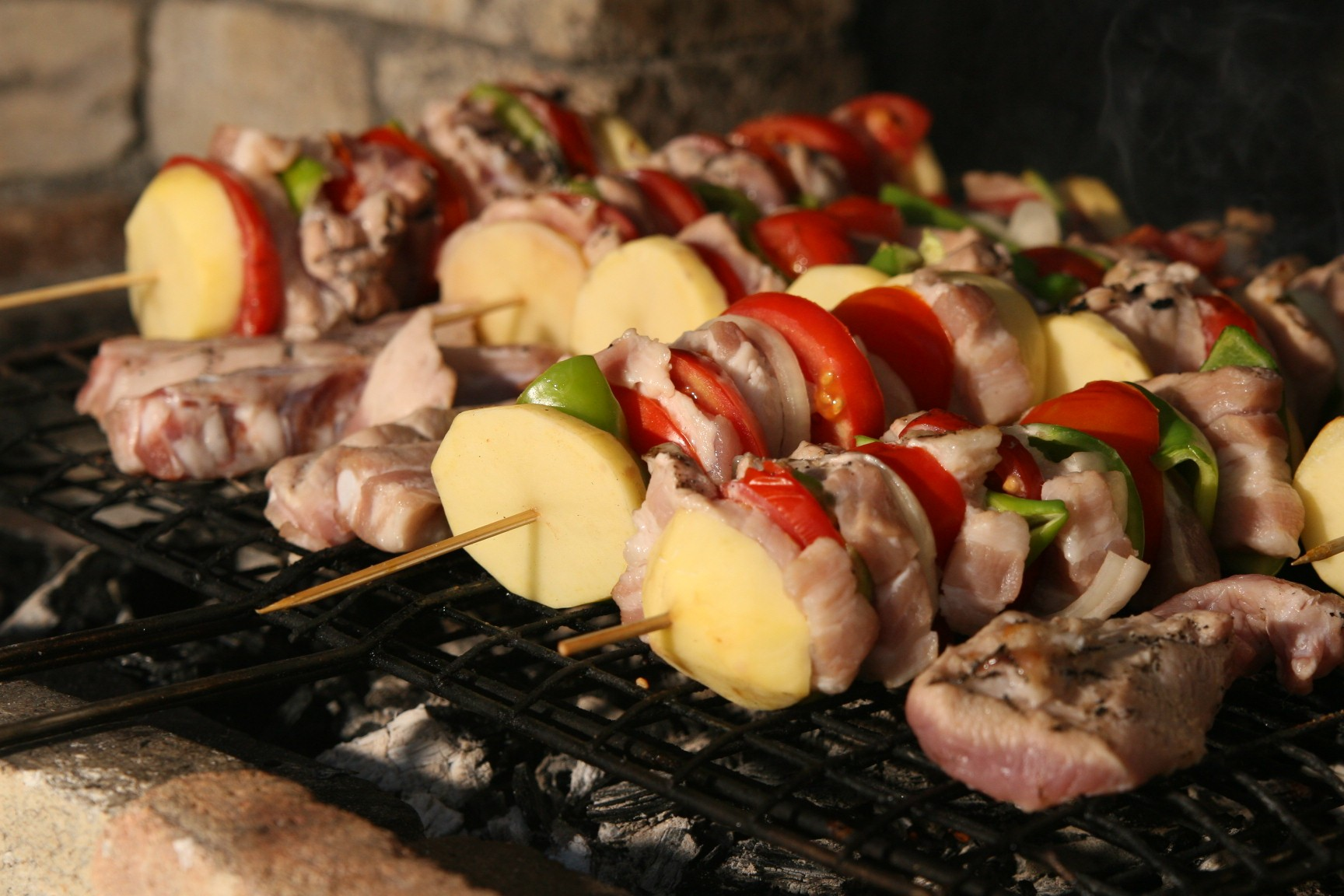
Sziszczeta

- kebapczeta – podłużne kotleciki z mięsa mielonego
- sziszczeta – szaszłyki z kurczakiem, wieprzowiną i warzywami
- drobczeta – wątróbki jagnięce z rusztu
- swinska prżoła na skára – kotlet wieprzowy z rusztu

### Dania główne

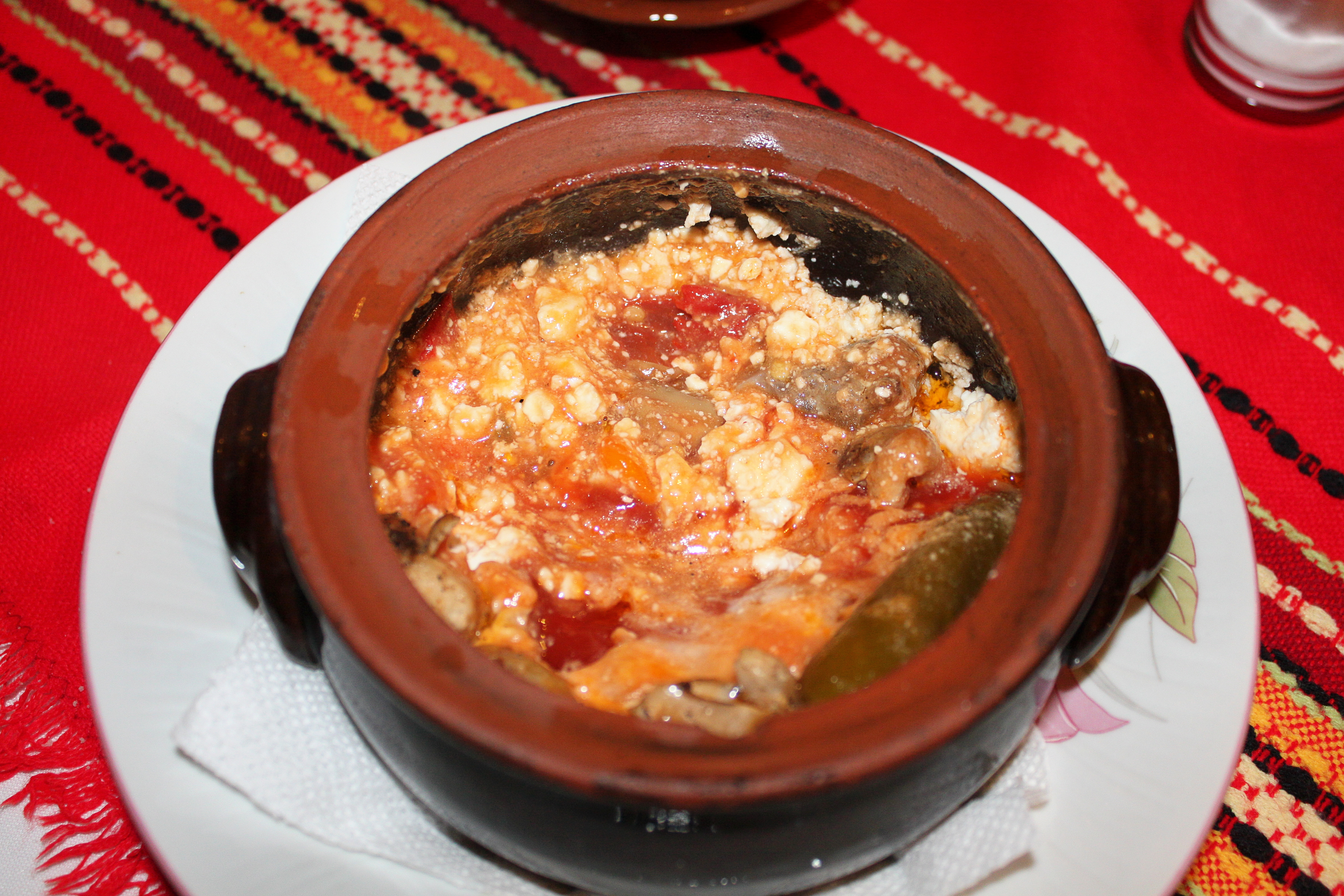
Tradycyjnie podany rodopski giuwecz

- giuwécz – gulasz mięsno-warzywny z ryżem podawany w glinianych naczyniach (giuweczeta)
- sarmí – gołąbki ryżowe z mięsem w liściach kapusty lub papryce
- kawyrmá – mięso w sosie serwowane w glinianym naczyniu
- popska jachnía – wołowina duszono-gotowana z cebulą
- imám bajałdá – bakłażan duszono-zapiekany
- pilaw – ryż z mięsem i warzywami
- musaká – zapiekanka na bazie bakłażana
- czomlek kebap – duszona w winie jagnięcina z dodatkami
- manastirski bob – fasola duszona w oliwie z warzywami
- skumria na keremidi – makrela zapiekana w glinianym naczyniu, z sosem pomidorowym

### Wypieki i desery

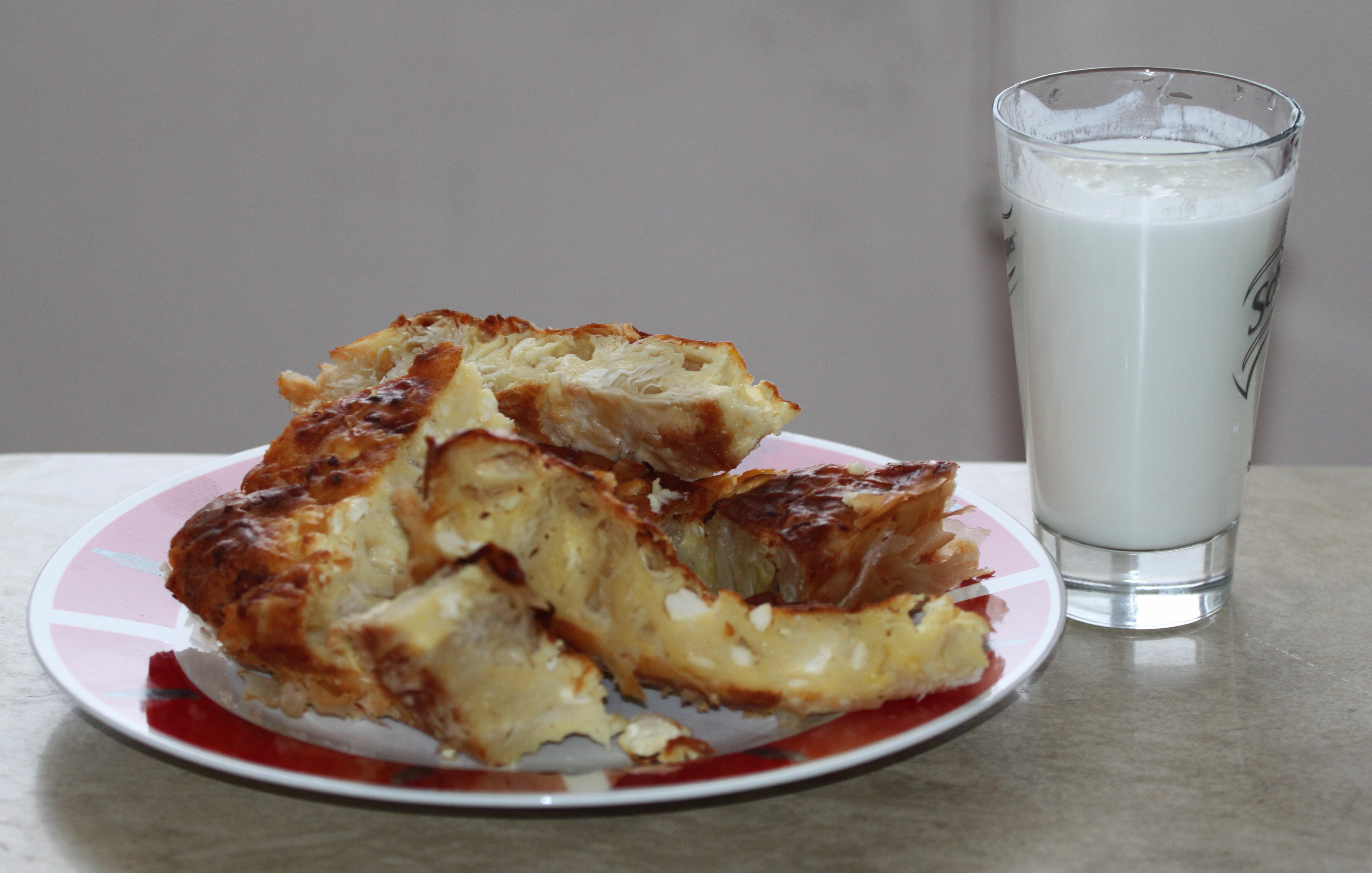
Banica z ajranem

- bakława – słodki wypiek z ciasta filo z miodem i bakaliami
- banica – ciasto filo nadziewane szopskim serem
- kozunak – rodzaj chałki z bakaliami (wypiek wielkanocny)
- kadaif – ciasto z nitek makaronowych z orzechami
- kifła – rogal
- mekici – racuchy
- gewreci – obwarzanki
- poniczki – nadziewane pączki (kremem, konfiturą, czekoladą)

### Słodycze
- łokum – żelowe kostki o różnych smakach
- tułumbiczki – drobne paluszki z ciasta w syropie